# Oberhausen

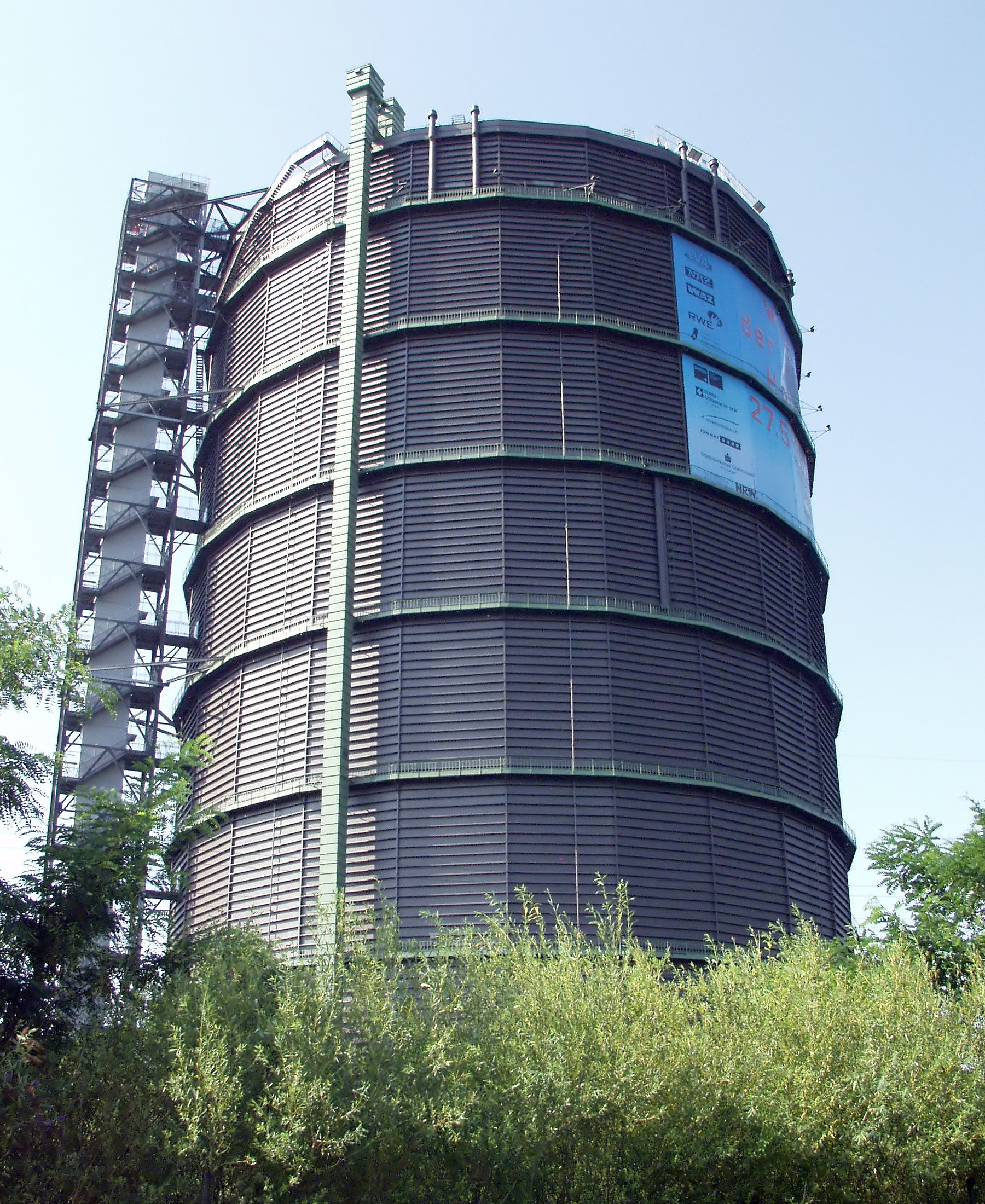
Gasómetro en Oberhausen.

Oberhausen (pronunciación en alemán: /ˈoːbɐˌhaʊ̯zn̩/ⓘ) es una ciudad de Alemania situada en la distrito administrativo de Düsseldorf, en el Estado de Renania del Norte-Westfalia. Tiene una población estimada, a fines de 2020, de 209.566 habitantes.
Está ubicada en las regiones del Ruhr y de Baja Renania. Es parte de la región metropolitana de Rin-Ruhr y tiene estatus de ciudad independiente.

## Historia
A comienzos del siglo XIX y como consecuencia de las guerras Napoleónicas el territorio que comprende este Estado pasó a formar parte de la Confederación del Rin.
Durante el Primer Imperio francés la región fue designada como Departamento del Roer.
A pesar de los destrozos sufridos por los bombardeos aliados, la ciudad se recuperó en menos de una generación y la cuenca del Ruhr se mantiene como una de las regiones más prósperas de la Unión Europea (UE).

## Cultura
El Festival Internacional de Cortometrajes de Oberhausen (Internationale Kurzfilmtage Oberhausen) es el más antiguo del mundo en su género.
Martin Scorsese, George Lucas, Werner Herzog y François Ozon han presentado sus primeras producciones en este festival.
Wim Wenders creció en esta ciudad.
El gasómetro en Oberhausen fue a finales de los años 1920 el mayor depósito de gas de Europa. Hoy es un centro de exposición. Un ascensor acristalado lleva hasta una plataforma panorámica a 117 metros de altura, con vistas a la cuenca del Ruhr.